# Aggregat 9

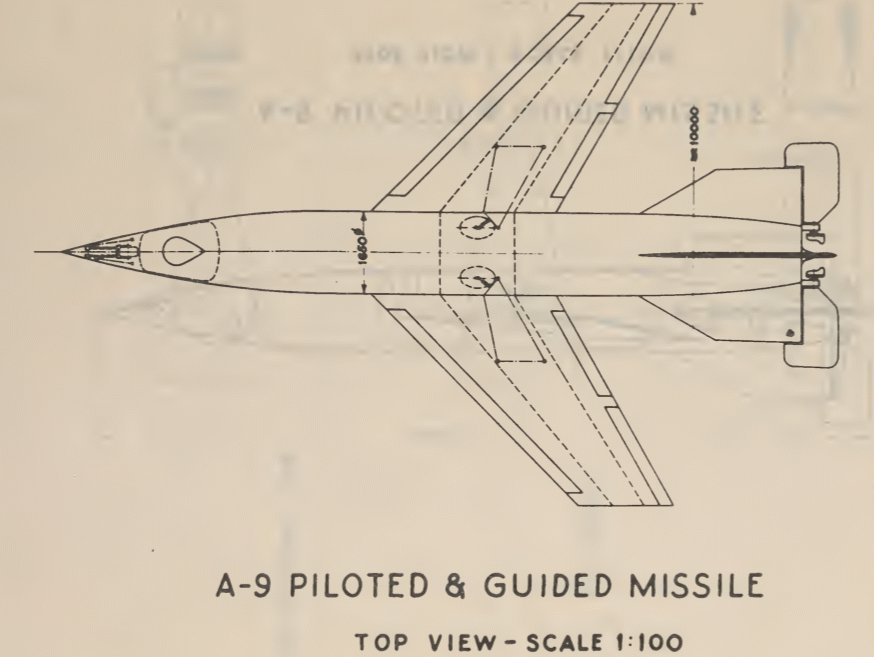
Draufsicht des geflügelten Aggregats 9 (A9) in der Version mit Pilotenkanzel oder als ferngesteuerter Lenkflugkörper

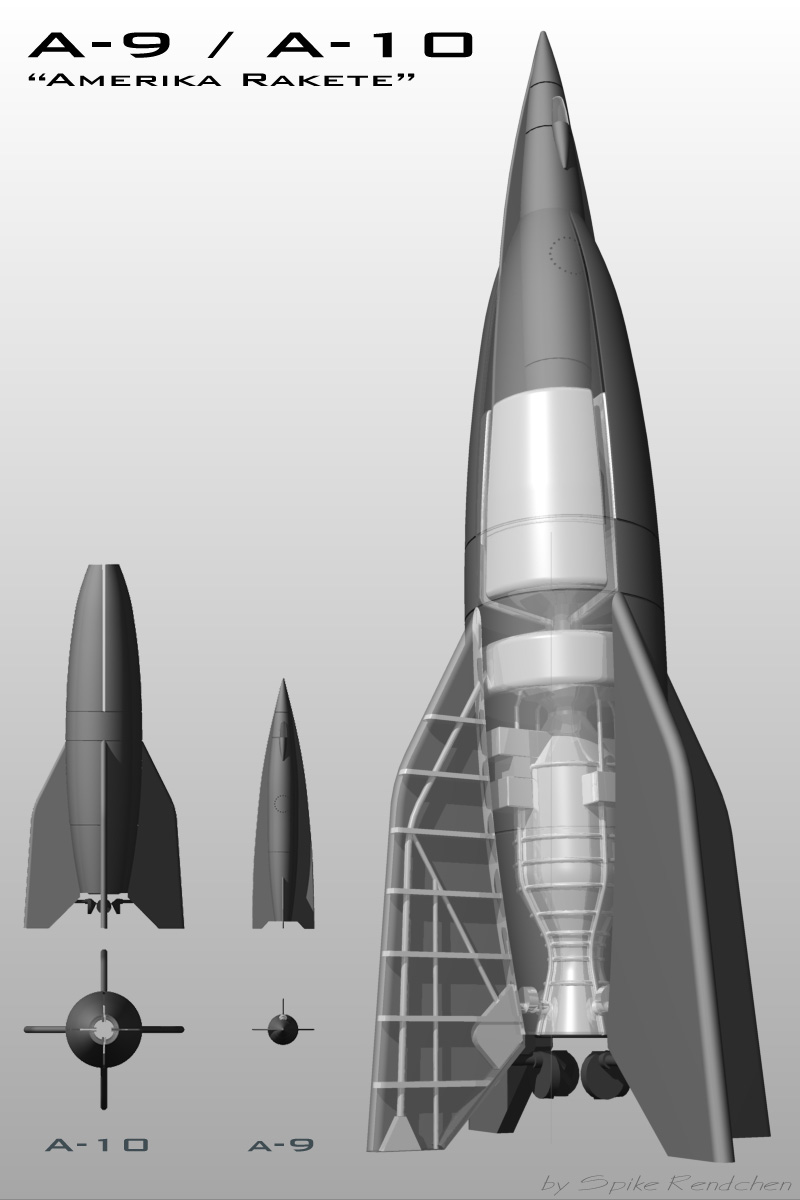
Aggregat 9/10

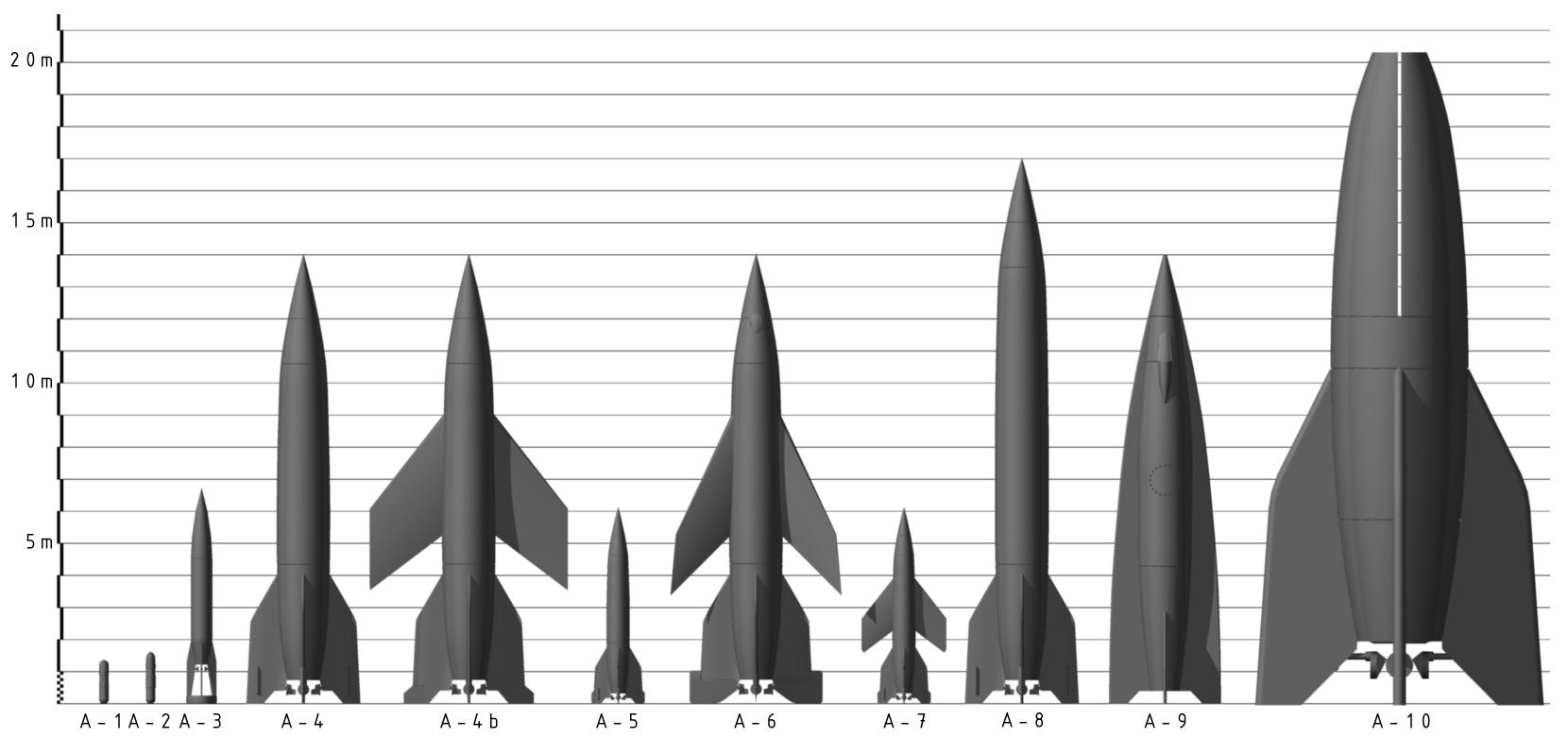
Größenvergleich

Aggregat 9 (kurz: A9) war die Bezeichnung einer in der Heeresversuchsanstalt Peenemünde (HVP) ab 1941 weiterentwickelten, geflügelten Version der deutschen Aggregat-4-Rakete (die auch als Vergeltungswaffe 2, kurz V2, bekannt ist), die wegen der sich für Deutschland verschlechternden Kriegslage nicht verwirklicht werden konnte. Ein einziger Versuchsstart der geflügelten Version wurde unter der Bezeichnung Aggregat 4b im Januar 1945 ausgeführt.
Es waren auch bemannte Versionen geplant, die im Zielanflug gelenkt werden sollten. Zu diesem Zweck sollte die Rakete mit einem Einziehfahrwerk, einer Druckkabine für den Piloten, einer manuell betätigten Ruderanlage für die Landung und speziellen aerodynamischen Landehilfen ausgestattet werden. Die Landegeschwindigkeit der A9 hätte bis zu 160 km/h betragen können. Die pilotierte A9 würde eine Strecke von 600 km in 17 Minuten zurücklegen. Um diese Reichweite zu erhöhen, wurde erwogen, eine große Rakete A10 für die Starthilfe zu verwenden, auf die das A9 für den Start montiert werden sollte. Durch eine solche Kombination würde die A9 sowohl mit als auch ohne Piloten eine Reichweite von 5000 km haben. Die Kombination A9/A10 als zweistufige Rakete mit interkontinentaler Reichweite sollte vertikal gestartet werden, so dass keine großen Bodenstartvorrichtungen erforderlich gewesen wären.
Die Aggregat 9 sollte 14,18 Meter lang sein und einen maximalen Durchmesser von 1,65 Metern haben. Die Startmasse war auf 16,259 Tonnen festgelegt. Die Nutzlast sollte 1000 Kilogramm betragen.